# António Casimiro Cardoso da Silva
António Casimiro Cardoso da Silva ComC (Porto, 4 de Março de 1817 - Porto, 19 de Dezembro de 1881), 1.º Visconde de Godim, foi um militar português.

## Família
Filho de José Pedro Cardoso e Silva e de sua mulher Maria José Mariana Verney, sobrinha-neta do Padre Luís António Verney.

## Biografia
Serviu como Alferes do Batalhão Provisório de Santo Ovídio durante o Cerco do Porto e foi Verificador na Alfândega desta Cidade. Era Fidalgo Cavaleiro da Casa Real por Alvará de 11 de Janeiro de 1869, Comendador da Ordem Militar de Cristo e condecorado com a Medalha das Campanhas da Liberdade, Algarismo 2.
O título de 1.º Visconde de Godim foi-lhe concedido por Decreto de 11 e Carta de 26 de Maio de 1876 de D. Luís I de Portugal.

## Casamento e descendência
Casou a 17 de Outubro de 1842 com Francisca de Lima, filha de Manuel José Pereira de Lima, Proprietário e Negociante de grosso trato nas Praças de Pernambuco e do Porto, e de sua mulher Ana Joaquina da Piedade, com geração, tendo sido pais de António Cardoso da Silva, 2.º Visconde de Godim.